# Хольковский
 Хольковский  — посёлок в Меленковском районе Владимирской области. Входит в состав Тургеневского сельского поселения.

## Климат
Климат умеренно континентальный. Лето тёплое. Зима в меру холодная. Ярко выражены весна и осень.

## Природные ресурсы
В окрестностях посёлка произрастает широкое разнообразие видов сосудистых растений. Населённый пункт окружён смешанными лесами.

## Население
| 2002 | 2010 | 2021 |
| ---- | ---- | ---- |
| 230  | ↘165 | ↘133 |